# Karawanken-Enzian
Der Karawanken-Enzian (Gentiana froelichii) ist eine Pflanzenart aus der Gattung Enziane (Gentiana) innerhalb der Familie der Enziangewächse (Gentianaceae). Die beiden Unterarten sind jeweils in kleinen Gebieten der Südlichen Kalkalpen Endemiten.

## Beschreibung

### Vegetative Merkmale
Der Karawanken-Enzian ist eine ausdauernde krautige Pflanze und erreicht Wuchshöhen von 5 bis 10 Zentimetern. Die Stängel sind aufrecht und einfach.
Die gegenständigen Laubblätter stehen an der Stängelbasis in einer Rosette gedrängt. Die einfache Blattspreite ist linealisch bis lanzettlich, ganzrandig und mit spitzem oberen Ende. Die dickliche und häufig am Rand nach oben gerollte Blattspreite besitzt drei Adern. Es gibt ein bis zwei Paar Stängelblätter.

### Generative Merkmale
Die Blütezeit reicht von Juli bis September. Die Blüten stehen einzeln und endständig oder einzeln bis zu dritt in den oberen Blattachseln.
Die zwittrigen Blüten sind radiärsymmetrisch mit doppelter Blütenhülle. Die Kelchblätter sind bis etwas mehr als die Hälfte ihrer Länge zu einer Kelchröhre verwachsen. Die Kelchzähne sind lanzettlich mit spitzem oberen Ende. Die Krone ist himmelblau und hat zuweilen im Schlund grünliche Punkte. Die Krone ist bei einer Länge von 3 bis 4 Zentimetern trichterförmig bis glockig. Die Anhängsel zwischen den Kronblattzipfeln sind spitz dreieckig. Die Staubblätter sind röhrig miteinander verbunden. Der Griffel ist verlängert mit aufrechten, zuletzt an der Spitze zurückgebogenen Narben. Die Narbelappen sind nicht gefranst.
Die gestielte Kapselfrucht enthält viele Samen. Die Samen sind mit weißen häutigen Lamellen bedeckt.

## Ökologie
Beim Karawanken-Enzian handelt es sich um einen Hemikryptophyten.

### Wirtspflanze
Der Karawanken-Enzian ist Wirtspflanze für die Pilz-Art Puccinia gentianae.

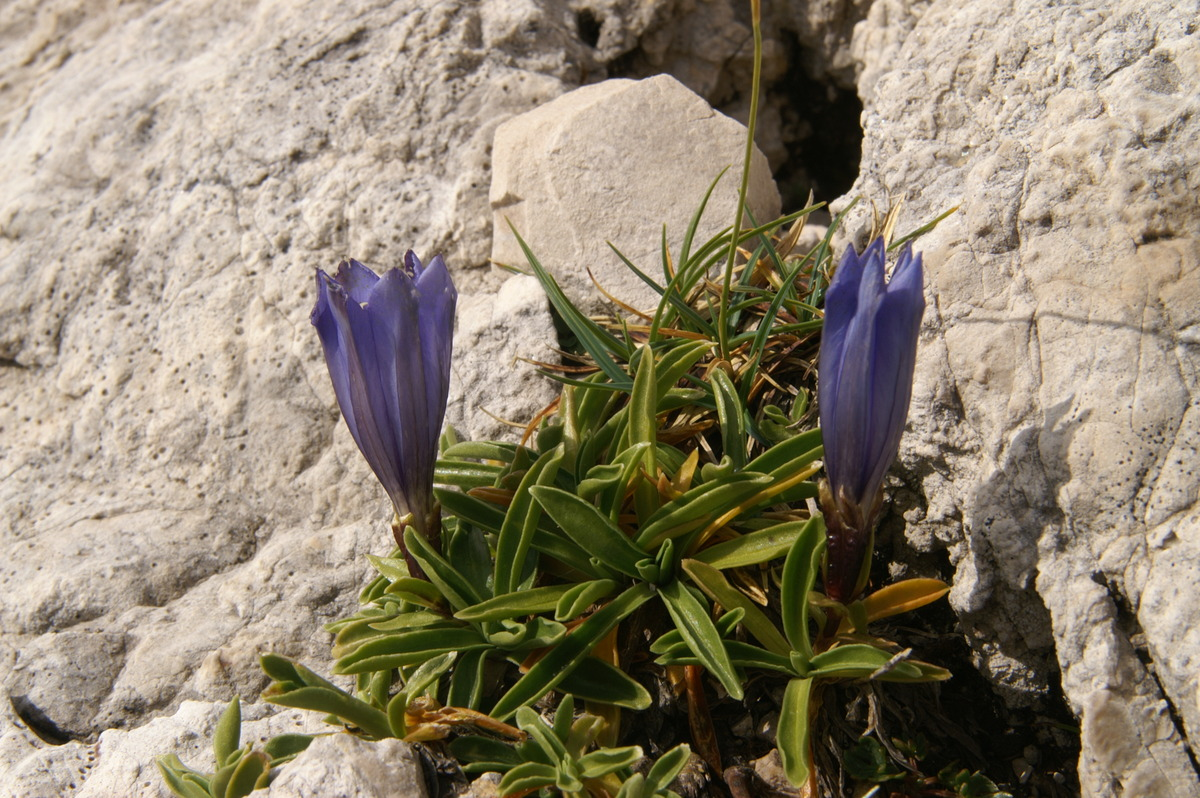
Habitus von Gentiana froelichii subsp. froelichii im Habitat

## Standorte
Der Karawanken-Enzian ist ein Endemit der südlichen Ostalpen. Er wächst in steinigen Rasen, und in Fels- und Schuttfluren. Er ist kalkstet und kommt von der subalpinen bis zur alpinen Höhenstufe von 1800 bis 2400 Metern vor. Beide Unterarten finden in den Alpen ihr Optimum in Pflanzengesellschaften des Unterverbands Caricenion firmae.

## Systematik und Verbreitung
Die Erstbeschreibung von Gentiana froelichii erfolgte 1832 durch Georg Jan in Heinrich Gottlieb Ludwig Reichenbach: Flora Germanica Excursoria, S. 865. Das Artepitheton froelichii ehrt den deutschen Arzt Josef Alois von Frölich (1766–1841), der eine Monographie über die Gattung Gentiana verfasst hat. 
Der Karawanken-Enzian kommt nur in den südlichen Ostalpen der Länder Italien, Österreich und Slowenien vor.
Je nach Autor gibt es von Gentiana froelichii etwa zwei Unterarten:
- Gentiana froelichii Rchb. subsp. froelichii: Dieser Endemit kommt nur in Österreich in Südkärnten in den Karawanken vor.
- Gentiana froelichii subsp. zenarii (Jan) F.Martini & L.Poldini: Dieser Endemit kommt nur im nordöstlichen Italien in den karnischen Voralpen vor. Er wurde von Fabrizio Martini und Livio Poldini in Gentiana froelichii subsp. zenarii (Gentianaceae), a New Subspecies from the Carnic Pre-Alps (NE Italy). In: Willdenowia, Band 18, Heft 1, 1988, S. 19–27 erstbeschrieben. Der Name zenarii ehrt die italienische Botanikerin Silvia Zenari.

## Belege
- Manfred A. Fischer, Karl Oswald, Wolfgang Adler: Exkursionsflora für Österreich, Liechtenstein und Südtirol. 3., verbesserte Auflage. Land Oberösterreich, Biologiezentrum der Oberösterreichischen Landesmuseen, Linz 2008, ISBN 978-3-85474-187-9.
- Siegmund Seybold (Hrsg.): Schmeil-Fitschen interaktiv. CD-ROM, Version 1.1. Quelle & Meyer, Wiebelsheim 2002, ISBN 3-494-01327-6.